# Lomographa subnotata
Lomographa subnotata är en fjärilsart som beskrevs av W. Warren 1895. Lomographa subnotata ingår i släktet Lomographa och familjen mätare. Inga underarter finns listade i Catalogue of Life.